# Martin Günther (Politiker)
Martin Günther (* 1982 in Ost-Berlin) ist ein deutscher Politiker (Die Linke). Er ist designierter Abgeordneter des Europäischen Parlaments.

## Leben

### Jugend und Ausbildung
Martin Günther wurde in Berlin geboren und wuchs in Pankow, Marzahn und in seiner Jugend in Zepernick auf. 2000 wurde er Mitglied der ['solid] – die sozialistische Jugend und trat 2001 der heutigen Partei Die Linke (damals PDS) bei. 2002 legte Günther sein Abitur ab und leistete anschließend einen Anderen Dienst im Ausland ab. Von 2003 bis 2007 absolvierte Günther ein wirtschaftswissenschaftliches Studium in Frankfurt (Oder), das er als Diplom-Volkswirt abschloss.

### Berufliche Tätigkeit
Ab 2007 war Martin Günther wissenschaftlicher Mitarbeiter an verschiedenen Instituten und Lehrstühlen sowie ab 2011 wissenschaftlicher Mitarbeiter verschiedener Bundestagsabgeordneter.

### Politische Ämter
Von 2013 bis 2023 war Günther Vorstand seiner Partei in Bernau und ab 2014 in verschiedenen Rollen Vertreter des Landesvorstands Brandenburg. Bei der Europawahl 2024 kandidierte Martin Günther auf Listenplatz 6 seiner Partei. Mit dem Rückzug von Carola Rackete wurde am 9. Juli 2025 Günthers Nachrücken ins Europäische Parlament bekannt.

### Mitgliedschaften
Günther ist Mitglied der Vereinigten Dienstleistungsgewerkschaft (ver.di), des Humanistischen Verbands, der Volkssolidarität und der Rosa-Luxemburg-Stiftung Brandenburg.

## Privates
Günther ist verheiratet und Vater zweier Kinder. Er lebte zwischenzeitlich im Ausland.